# Amtsgericht Staßfurt
Das Amtsgericht Staßfurt war ein Gericht der ordentlichen Gerichtsbarkeit in Staßfurt.

## Geschichte
Von 1849 bis 1879 bestand in Staßfurt die Gerichtskommission Staßfurth des Kreisgerichtes Calbe a.d. Saale im Sprengel des Appellationsgerichtes Magdeburg. Im Rahmen der Reichsjustizgesetze wurden 1879 reichsweit einheitlich Oberlandes-, Land- und Amtsgerichte gebildet. Das königlich preußische Amtsgericht Staßfurt wurde mit Wirkung zum 1. Oktober 1879 als eines von 18 Amtsgerichten im Bezirk des Landgerichtes Magdeburg im Bezirk des Oberlandesgerichtes Naumburg gebildet. Der Sitz des Gerichtes war die Stadt Staßfurt. Sein Gerichtsbezirk umfasste aus dem Landkreis Calbe den Stadtbezirk Staßfurt und die Amtsbezirke Atzendorf, Borne und Löderburg. Am Gericht bestanden 1880 zwei Richterstellen. Das Amtsgericht war damit ein mittelgroßes Amtsgericht im Landgerichtsbezirk.
In der DDR wurden 1952 die Amtsgerichte aufgehoben und einheitlich Kreisgerichte gebildet. Staßfurt kam zum Kreis Staßfurt, entsprechend entstand das Kreisgericht Staßfurt im Bezirk des Bezirksgerichtes Magdeburg. Mit dem Gerichtsorganisationsgesetz von Sachsen-Anhalt wurden das Kreisgericht 1992 aufgehoben und erneut ein Amtsgericht Staßfurt gebildet und erneut dem Landgericht Magdeburg zugeordnet. Mit dem Gesetz über die Neugliederung der Amtsgerichte vom 17. Mai 2000 wurde das Amtsgericht Staßfurt zum 1. Juni 2000 aufgehoben.